# Elecciones estatales de Hamburgo de 2020
El 23 de febrero de 2020, se celebraron elecciones estatales en Hamburgo, Alemania, para el 22.º período legislativo del Parlamento de Hamburgo después de la Segunda Guerra Mundial.

## Sistema electoral
Los 121 diputados son elegidos de acuerdo con la ley electoral vigente desde 2013. 71 diputados se eligen directamente en los 17 distritos electorales múltiples (3–5 escaños) a través de listas abiertas de distrito, mientras que los 50 restantes son electos a través de listas abiertas de partidos.
Cada votante tiene un total de diez votos, cinco votos para los candidatos directos en el distrito electoral y cinco votos  para los candidatos en las listas estatales o para las listas estatales en su totalidad. Los cinco votos se pueden acumular para una persona o lista de partido, o distribuirse entre varias opciones (panachage). 
Para las elecciones generales del 23 de febrero de 2020, 1.319.700 votantes, alrededor de 20.000 más que en 2015, estuvieron llamados a emitir sus votos. Estaban habilitadas para votar todas las personas con ciudadanía alemana que hubieran cumplido los 16 años y hubieran tenido su residencia principal en Hamburgo durante al menos tres meses previos.
Un total de 304.684 ciudadanos de Hamburgo solicitaron documentos de votación postal, lo que corresponde al 23,1% de los que tienen derecho a voto. Esto significa un aumento de 60,554 personas o 4.4% en comparación con las elecciones generales de 2015.

## Antecedentes
El SPD perdió en las elecciones de 2015 su mayoría absoluta parlamentaria, pero se convirtió en el partido más fuerte con más del 45% de los votos, lo que les permitió formar un gobierno de coalición con Alianza 90/Los Verdes y reelegir al alcalde Olaf Scholz.
A finales de marzo de 2018, Peter Tschentscher (SPD) fue elegido como el nuevo Alcalde pues Olaf Scholz se convirtió en Ministro de Finanzas y Vicecanciller a nivel federal.

## Campaña
Según una encuesta realizada por Infratest dimap, los temas más importantes para los electores eran la movilidad y el alquiler. El 39 y el 33 por ciento de los participantes de la encuesta desde principios de enero de 2020 vieron estos temas como un problema importante, seguidos por los temas de educación (19%) y protección del medio ambiente (18%). Los temas de migración (12%), pobreza (10%) y seguridad interna, salud, economía, desempleo, política familiar (cada uno menos del 7%) juegan un papel subordinado.
El SPD y los Verdes se esforzaron básicamente por continuar con el gobierno rojo-verde. El candidato principal del SPD, Peter Tschentscher, vio el "rojo-verde como una opción obvia", pero dijo que el SPD no es "excluyente", por ejemplo, en relación con una coalición con la CDU o el FDP. La principal candidata verde Katharina Fegebank anunció que en el caso de un nuevo gobierno rojo-verde, habría "significativamente más verde en la coalición" de lo que había sido hasta ahora. Die Linke, por su parte, no quiere ser parte de un gobierno. La cooperación con la AfD fue excluida por todos los demás partidos.
La elección estatal de Hamburgo se vio ensombrecida por la crisis del gobierno de Turingia, la renuncia de Annegret Kramp-Karrenbauer como líder federal de la CDU, y un ataque terrorista contra inmigrantes en Hanau que tuvo lugar cuatro días antes de las elecciones.
A raíz de la crisis del gobierno de Turingia, aproximadamente el 20% de los carteles electorales del FDP en Hamburgo fueron desfigurados o destruidos. La líder de los verdes, Katharina Fegebank, declaró que tales acciones "dañaron la democracia".

## Partidos participantes
Los siguientes 15 partidos compitieron en la elección:
| Partido | Abreviatura              | Candidato                             | Candidatos de lista | Listas de distrito |
| --- | ------------------------ | ------------------------------------- | ------------------- | ------------------ |
| Partido Socialdemócrata de Alemania                                                                                             | SPD                      | Peter Tschentscher                    | 60                  | 17                 |
| Unión Demócrata Cristiana de Alemania                                                                                           | CDU                      | Marcus Weinberg                       | 60                  | 17                 |
| Alianza 90/Los Verdes | Grüne                    | Katharina Fegebank                    | 60                  | 17                 |
| Die Linke | Linke                    | Cansu Özdemir                         | 23                  | 17                 |
| Partido Democrático Libre | FDP                      | Anna-Elisabeth von Treuenfels-Frowein | 60                  | 17                 |
| Alternativa para Alemania | AfD                      | Dirk Nockemann                        | 20                  | 17                 |
| Partido Pirata de Alemania | Piraten                  | Stephanie Böhning                     | 8                   | 4                  |
| Partido por el Trabajo, Estado de Derecho, Protección de los Animales, Fomento de las Elites e Iniciativas Democráticas de Base | Die Partei               | Katharina Luise Lotti Denker          | 5                   | –                  |
| Partido Ecológico-Democrático                                                                                                   | ÖDP                      | Volker Behrendt                       | 5                   | 6                  |
| Votantes Libres | Freie Wähler             | Katrin Kuntze                         | 14                  | 5                  |
| Volt Deutschland Landesverband Hamburg                                                                                          | Volt Hamburg             | Mira Alexander                        | 13                  | 3                  |
| Partido de los Humanistas | Die Humanisten           | Michael Brandt                        | 7                   | –                  |
| Partido Ser Humano, Medio Ambiente y Protección de los Animales                                                                 | Tierschutzpartei         | Patricia Schröter Morales             | 5                   | –                  |
| Partido para la Investigación en Salud                                                                                          | Gesundheitsforschung     | Ruth Kopelke                          | 5                   | –                  |
| Aktion Partei für Tierschutz | Tierschutz hier! Hamburg | Maike Drewes                          | 3                   | –                  |

## Encuestas

### Partidos
| Encuestador             | Fecha      |        |        |        |       |       |       | Otros |
| ----------------------- | ---------- | ------ | ------ | ------ | ----- | ----- | ----- | ----- |
| Forschungsgruppe Wahlen | 20.02.2020 | 39 %   | 12 %   | 24 %   | 8,5 % | 5 %   | 6 %   | 5,5 % |
| INSA                    | 18.02.2020 | 38 %   | 13 %   | 23 %   | 8 %   | 5 %   | 7 %   | 6 %   |
| Forschungsgruppe Wahlen | 14.02.2020 | 37 %   | 13 %   | 25 %   | 8 %   | 4,5 % | 7 %   | 5,5 % |
| Infratest dimap         | 13.02.2020 | 38 %   | 14 %   | 23 %   | 8 %   | 5 %   | 6 %   | 6 %   |
| Trend Research Hamburg  | 10.02.2020 | 33 %   | 14 %   | 24 %   | 10 %  | 7 %   | 7 %   | 5 %   |
| Infratest dimap         | 06.02.2020 | 34 %   | 14 %   | 27 %   | 8 %   | 5 %   | 7 %   | 5 %   |
| Infratest dimap         | 23.01.2020 | 32 %   | 16 %   | 27 %   | 8 %   | 6 %   | 7 %   | 4 %   |
| Infratest dimap         | 09.01.2020 | 29 %   | 15 %   | 29 %   | 9 %   | 7 %   | 7 %   | 4 %   |
| Trend Research Hamburg  | 09.01.2020 | 32 %   | 13 %   | 23 %   | 13 %  | 8 %   | 8 %   | 4 %   |
| Forsa                   | 06.01.2020 | 29 %   | 16 %   | 26 %   | 10 %  | 7 %   | 7 %   | 5 %   |
| Infratest dimap         | 17.12.2019 | 28 %   | 17 %   | 26 %   | 11 %  | 6 %   | 7 %   | 5 %   |
| Trend Research Hamburg  | 18.11.2019 | 32 %   | 13 %   | 23 %   | 12 %  | 7 %   | 8 %   | 4 %   |
| INSA                    | 12.11.2019 | 25 %   | 17 %   | 26 %   | 12 %  | 8 %   | 8 %   | 4 %   |
| Elecciones de 2015      | 15.02.2015 | 45,6 % | 15,9 % | 12,3 % | 8,5 % | 7,4 % | 6,1 % | 4,2 % |

### Preferencia de Alcalde
| Encuestador             | Fecha      | Peter Tschentscher (SPD) | Katharina Fegebank (Verdes) |
| ----------------------- | ---------- | ------------------------ | --------------------------- |
| Forschungsgruppe Wahlen | 20.02.2020 | 57 %                     | 27 %                        |
| Forschungsgruppe Wahlen | 14.02.2020 | 54 %                     | 29 %                        |
| Infratest dimap         | 13.02.2020 | 58 %                     | 23 %                        |
| Infratest dimap         | 06.02.2020 | 58 %                     | 24 %                        |
| Infratest dimap         | 09.01.2020 | 50 %                     | 25 %                        |
| Trend Research Hamburg  | 09.01.2020 | 52 %                     | 23 %                        |
| Forsa                   | 06.01.2020 | 45 %                     | 24 %                        |

## Resultados

Primera mayoría por distrito electoral

La coalición gubernamental rojo-verde obtuvo la aprobación general en el resultado provisional y, por primera vez, también tiene una mayoría de dos tercios. El SPD siguió siendo la primera fuerza, pero sufrió grandes pérdidas a manos de su socio gubernamental, Alianza 90/Los Verdes, lo que duplicó el caudal electoral de la formación y aumentó su representación de 15 a 33 escaños.
La CDU perdió alrededor de un tercio de su apoyo electoral y tuvo que aceptar su segundo peor resultado en una elección estatal desde su fundación y el peor en 68 años, luego del 9.0% obtenido en las elecciones estatales de Bremen de 1951. La CDU ganó un total de 15 mandatos directos en las circunscripciones. Dado que solo tiene derecho a un total de 15 escaños de acuerdo con los votos de lista, el candidato principal de la CDU, el miembro del Bundestag Marcus Weinberg, se perdió la entrada al Parlamento.
Die Linke obtuvo ligeras ganancias. La AfD perdió por primera vez desde su fundación en comparación con una elección anterior, y logró ingresar al Parlamento por estrecho margen. 
El FDP también perdió algo más de un tercio de su apoyo electoral y perdió su representación por un estrecho 4.961%. Sin embargo, la candidata principal del FDP, Anna von Treuenfels, ganó un mandato directo a través de la circunscripción de Blankenese y, por lo tanto, recibió un escaño parlamentario como representante no inscrita de su partido.  Como norma, se eligen 121 escaños para el Parlamento, siendo el factor decisivo para la distribución de escaños la proporción de votos de lista. Sin embargo, debido a que el FDP ganó un mandato directo, a pesar de que no tiene derecho a representación parlamentaria con base en los votos de lista, el Parlamento aumentó a 122 escaños. Además, hubo un escaño adicional para evitar el estancamiento político y garantizar un número impar de parlamentarios, por lo que el número de diputados finalmente acabó en 123. Dicho escaño fue obtenido por Olga Fritzsche de Die Linke.
Más de la mitad de los diputados entraron al Parlamento por primera vez, siendo 63 mandatos contra los 60 parlamentarios que defendieron su escaños. La nueva legislatura está compuesta por 55 mujeres y 68 hombres en un rango de edad de 21 a 70 años.
En general, la participación aumentó en comparación con las elecciones generales de 2015 de 734,142 votantes, o 56.5 por ciento, a 829,497 votantes, o 63.2 por ciento, en las elecciones generales de 2020.
| Partido       | Partido                                                                | Votos de lista | Votos de lista | Votos de lista | Votos de lista | Votos de lista | Votos directos | Votos directos | Votos directos | Votos directos | Votos directos | Total de escaños | Total de escaños |
| Partido       | Partido                                                                | Votos          | %              | +/−            | Escaños        | +/−            | Votos          | %              | +/−            | Escaños        | +/−            | Total            | +/−              |
| ------------- | ---------------------------------------------------------------------- | -------------- | -------------- | -------------- | -------------- | -------------- | -------------- | -------------- | -------------- | -------------- | -------------- | ---------------- | ---------------- |
|               | Partido Socialdemócrata de Alemania (SPD)                              | 1.593.825      | 39,2           | −6,3           | 26             | +3             | 1.403.351      | 34,9           | −6,1           | 28             | −7             | 54               | −4               |
|               | Alianza 90/Los Verdes (Grüne)                                          | 981.628        | 24,2           | +11,9          | 13             | +11            | 1.032.826      | 25,7           | +11,0          | 20             | +7             | 33               | +18              |
|               | Unión Demócrata Cristiana de Alemania (CDU)                            | 453.717        | 11,2           | −4,7           | —              | −2             | 605.273        | 15,1           | −4,6           | 15             | −3             | 15               | −5               |
|               | Die Linke (Linke)                                                      | 368.683        | 9,1            | +0,6           | 6              | −1             | 446.600        | 11,1           | +1,8           | 7              | +3             | 13               | +2               |
|               | Alternativa para Alemania (AfD)                                        | 215.306        | 5,3            | −0,8           | 7              | −1             | 217.201        | 5,4            | −0,8           | —              | ±0             | 7                | −1               |
|               | Partido Democrático Libre (FDP)                                        | 202.059        | 4,9            | −2,5           | —              | −8             | 220.031        | 5,5            | −0,8           | 1              | ±0             | 1                | −8               |
|               | Die Partei (PARTEI)                                                    | 56.755         | 1,4            | +0,5           | —              | —              | —              | —              | —              | —              | —              | —                | —                |
|               | Volt Hamburgo (Volt)                                                   | 52.361         | 1,3            | nuevo          | —              | nuevo          | 25.524         | 0,6            | nuevo          | —              | nuevo          | —                | nuevo            |
|               | Partido Ecológico-Democrático (ÖDP)                                    | 27.617         | 0,7            | +0,3           | —              | —              | 25.903         | 0,6            | —              | —              | —              | —                | —                |
|               | Partido Ser Humano, Medio Ambiente y Protección de los Animales (Tier) | 27.200         | 0,7            | nuevo          | —              | nuevo          | —              | —              | nuevo          | —              | nuevo          | —                | nuevo            |
|               | Votantes Libres (FW)                                                   | 25.023         | 0,6            | nuevo          | —              | nuevo          | 16.357         | 0,4            | nuevo          | —              | nuevo          | —                | nuevo            |
|               | Partido de Acción para el Bienestar Animal - El Original (Tierschutz)  | 21.530         | 0,5            | nuevo          | —              | nuevo          | —              | —              | nuevo          | —              | nuevo          | —                | nuevo            |
|               | Partido Pirata de Alemania (Piraten)                                   | 20.559         | 0,5            | −1,1           | —              | —              | 17.575         | 0,4            | —              | —              | —              | —                | —                |
|               | Partido de los Humanistas (Humanisten)                                 | 8.354          | 0,2            | nuevo          | —              | nuevo          | —              | —              | nuevo          | —              | nuevo          | —                | nuevo            |
|               | Partido para la Investigación en Salud (Gesundheit)                    | 7.759          | 0,2            | nuevo          | —              | nuevo          | —              | —              | nuevo          | —              | nuevo          | —                | nuevo            |
|               | Democracia en Movimiento (DiB)                                         | —              | —              | —              | —              | —              | 2.808          | 0,1            | nuevo          | —              | nuevo          | —                | nuevo            |
|               | Mundo Humano                                                           | —              | —              | —              | —              | —              | 1.702          | 0,0            | nuevo          | —              | nuevo          | —                | nuevo            |
|               | Sedat Ayhan                                                            | —              | —              | —              | —              | —              | 1.067          | 0,0            | nuevo          | —              | nuevo          | —                | nuevo            |
|               | Partido Socioliberal Democrático (SLDP)                                | —              | —              | —              | —              | —              | 653            | 0,0            | nuevo          | —              | nuevo          | —                | nuevo            |
| Total         | Total                                                                  | 4.062.376      | 100,0          | —              | 52             | +2             | 4.016.871      | 100,0          | —              | 71             | —              | 123              | +2               |
| Votos válidos | Votos válidos                                                          | 820.236        | 98,9           | +1,7           | —              | —              | 812.183        | 97,9           | +0,7           | —              | —              | —                | —                |
| Votos nulos   | Votos nulos                                                            | 8.737          | 1,1            | −1,7           | —              | —              | 15.389         | 2,1            | −0,7           | —              | —              | —                | —                |
| Participación | Participación                                                          | 829.497        | 63,0           | +6,5           | —              | —              | 829.497        | 63,0           | +6,5           | —              | —              | —                | —                |
| Inscritos     | Inscritos                                                              | 1.316.691      | 1.316.691      | 1.316.691      | 1.316.691      | 1.316.691      | 1.316.691      | 1.316.691      | 1.316.691      | 1.316.691      | 1.316.691      | 1.316.691        | 1.316.691        |

## Controversias
En el distrito de Langenhorn, los resultados para el FDP y los Verdes se invirtieron accidentalmente, lo que significó que los resultados preliminares colocaron al FDP solo 121 votos por encima del umbral del 5%. El error se corrigió en el recuento oficial que tuvo lugar más de 24 horas después, confirmándose que los liberales cayeron por debajo del límite. Las encuestas a pie de urna sugirieron que la AfD no alcanzaría el umbral mientras que FDP lo excedería, lo que llevaría a los primeros informes de prensa a reportar sobre una derrota de la AfD y a la exclusión de sus políticos de los debates postelectorales.

## Formación de gobierno
Después de las elecciones, el SPD anunció que exploraría posibles coaliciones gubernamentales con los Verdes y la CDU. El candidato principal y alcalde Peter Tschentscher describió la continuación de la coalición rojo-verde como "primera prioridad" para la formación de un nuevo gobierno estatal bajo su liderazgo, pero inicialmente no descartó alternativas.
La candidata verde, Katharina Fegebank, por su parte, se pronunció claramente a favor de continuar la cooperación con el SPD. Ella entendió el resultado como un claro mandato electoral para la alianza rojo-verde, con una fortaleza especial de los ecologistas. El líder federal del Partido Verde, Robert Habeck, también evaluó el resultado de las elecciones como una orden al SPD y a los Verdes de continuar su coalición.
El candidato principal de la CDU de Hamburgo, Marcus Weinberg, calificó el resultado de su partido como decepcionante, pero también aceptó posibles conversaciones sobre la formación de un gobierno con el SPD.
Después de conversaciones exploratorias con los Verdes y la CDU, la Junta Ejecutiva del SPD de Hamburgo decidió el 10 de marzo de 2020 comenzar las negociaciones de coalición con los Verdes. Debido a la pandemia de enfermedad por coronavirus, las negociaciones de coalición se interrumpieron y solo continuaron el 23 de abril. El 6 de junio de 2020, los delegados del SPD y los Verdes decidieron volver a emitir su coalición. Votaron con una gran mayoría por el acuerdo de coalición y la composición acordada del Senado. El 10 de junio de 2020, Peter Tschentscher fue reelegido Primer Alcalde.